# Bolesław Bylczyński
Bolesław Bylczyński herbu Dęboróg (ur. 2 października 1908 w Poczapowie k. Nowogródka, zm. wiosną 1940 roku w Charkowie) – porucznik piechoty Wojska Polskiego, ofiara zbrodni katyńskiej.

## Życiorys
Pochodził z rodziny ziemiańskiej z okolic Poczapowa pod Nowogródkiem. Syn Bogdana Bylczyńskiego i Praksedy z domu Awdziej. Żonaty, przypuszczalnie bezdzietny.
Ukończył Szkołę Podchorążych Piechoty w Ostrowie Mazowieckiej.
Służył w 43 pułku strzelców Legionu Bajończyków. Pułk stacjonował w Dubnie i Brodach (II batalion).
W dniach 15–17 sierpnia 1939 (w ramach rozkazu mobilizacyjnego) 43 pułk piechoty został przetransportowany w okolice Bydgoszczy (rejon: Fordon – Maksymilianów Kujawski – Solec Kujawski). Stamtąd (rozkazem z 18 sierpnia) został przerzucony w rejon Tomaszowa Mazowieckiego. W czasie kampanii wrześniowej w dniach 5–6 września brał udział w bitwie pod Tomaszowem (w składzie 13 Dywizji Piechoty przeciwko XVI Korpusowi Wehrmachtu). Raniony 6 września Bylczyński przedarł się do swojego garnizonu w Dubnie, gdzie został aresztowany przez NKWD i dostał się do niewoli sowieckiej. 7 września rano resztki 43 pp przebiły się do Lubochni, a dalej na Rzeczycę i Nowe Miasto. Przebywał w obozie w Starobielsku. Wiosną 1940 został zamordowany przez funkcjonariuszy NKWD w Charkowie i pogrzebany potajemnie w bezimiennej mogile zbiorowej w Piatichatkach, gdzie od 17 czerwca 2000 mieści się oficjalnie Cmentarz Ofiar Totalitaryzmu w Charkowie. Figuruje na Liście Starobielskiej NKWD, pod poz. 329.

## Upamiętnienie
- 5 października 2007 minister obrony narodowej Aleksander Szczygło mianował go pośmiertnie na stopień kapitana[6][7][8]. Awans został ogłoszony 9 listopada 2007 w Warszawie, w trakcie uroczystości „Katyń Pamiętamy – Uczcijmy Pamięć Bohaterów”[9][10][11].
- 17 września 2014 w Kołobrzegu posadzono Dąb Pamięci dla uczczenia pamięci po zamordowanym oficerze[12].